# Chris Cole (chính khách)
Chris Cole (sinh ngày 17 tháng 1 năm 1964 tại Huntersville, North Carolina) là một nhà hoạt động Đảng Libertarian ở North Carolina. Ông đã điều hành không thành công cho một số văn phòng địa phương, tiểu bang và liên bang.  Vào năm 2008, người ta đã nghĩ rằng ứng cử viên của ông có thể đóng vai trò là người phá hỏng trong cuộc đua được dự đoán là một cuộc đua Thượng viện Hoa Kỳ gần gũi.